# Poco (muzyka)
Poco (wł.: trochę) – określenie muzyczne dodawane do innych terminów muzycznych opisujących tempo, dynamikę.
Przykładowo poco meno mosso, to trochę wolniej, a poco crescendo oznacza niegwałtownie zwiększać dynamikę. Można również spotkać określenie poco a poco, które oznacza „stopniowo”.